# BE Junior Circuit 2025
Der BE Junior Circuit 2025 (Abkürzung für Badminton Europe Junior Circuit 2025) ist die 25. Auflage des BE Junior Circuits im Badminton.

## Turniere
| KW | Datum               | Veranstaltung                 | Ort                 | Kategorie                       |
| -- | ------------------- | ----------------------------- | ------------------- | ------------------------------- |
| 6  | 6. – 9. Februar     | Hungarian Juniors             | Pécs                | Junior International Series     |
| 8  | 21. – 23. Februar   | Italian Juniors               | Mailand             | Junior International Challenge  |
| 9  | 26. – 2. März       | Dutch Juniors                 | Haarlem             | Junior International Grand Prix |
| 10 | 5. – 9. März        | German Juniors                | Mülheim an der Ruhr | Junior International Grand Prix |
| 11 | 14. – 16. März      | Spanish Junior Open           | Oviedo              | Junior International Series     |
| 14 | 3. – 6. April       | Alpes International           | Voiron              | Junior International Challenge  |
| 15 | 10. – 13. April     | Croatian Juniors              | Dubrovnik           | Junior International Challenge  |
| 17 | 25. – 27. April     | Cyprus Juniors                | Nicosia             | Junior International Series     |
| 20 | 12. – 15. Mai       | Bulgarian Juniors             | Swilengrad          | Junior International Series     |
| 22 | 30. – 1. Juni       | 3 Borders International       | Saint-Louis         | Junior International Series     |
| 23 | 6. – 8. Juni        | Spanish Juniors               | Alicante            | Junior International Series     |
| 26 | 26. – 29. Juni      | Bulgarian Junior Open         | Pasardschik         | Junior International Challenge  |
| 30 | 24. – 27. Juli      | Antalya Juniors               | Istanbul            | Junior International Series     |
| 31 | 31. – 3. August     | All England Juniors           | Birmingham          | Junior International Series     |
| 34 | 22. – 24. August    | Danish Junior Cup             | Gentofte            | Junior International Series     |
| 35 | 29. – 31. August    | Irish Juniors                 | Dublin              | Junior International Series     |
| 36 | 5. – 7. September   | Polish Junior Open            | Strzelce Opolskie   | Junior International Challenge  |
| 37 | 12. – 14. September | Slovenian Juniors             | Mirna               | Junior International Series     |
| 38 | 19. – 21. September | Belgian Juniors               | Herstal             | Junior International Series     |
| 41 | 8. – 12. Oktober    | German Ruhr U19 International | Mülheim an der Ruhr | Junior International Series     |
| 48 | 28. – 30. November  | Portuguese Juniors            | Caldas da Rainha    | Junior International Series     |